# Wereldkampioenschap dammen 2018/19
De match om het wereldkampioenschap dammen 2018/19 werd van 28 december 2018 tot en met 13 januari 2019 gespeeld tussen de winnaar van het vorige WK, Aleksandr Schwarzman, en uitdager Roel Boomstra. 
Boomstra had als onttroonde wereldkampioen het recht om Schwarzman uit te dagen. 
Boomstra won de match en werd daardoor de nieuwe wereldkampioen.

## Locaties
De match om de wereldtitel bestond uit twaalf partijen. 
De eerste vier partijen werden gespeeld in Paleis het Stadhouderlijk Hof en Tresoar in Leeuwarden. 
Daarna werden vier partijen gespeeld in het Van Swinderenhuis in Groningen, de woonplaats van Boomstra. 
De volgende drie partijen werden gespeeld in het Drents Museum in Assen. 
De laatste reguliere partij en de barrage werden eveneens in Assen gespeeld, maar nu bij RTV Drenthe.

## Regels
De match kent dezelfde opzet als in 2016. 
De speler die na 12 partijen de meeste punten heeft behaald, wint. 
Deze speler moet echter wel minstens 3 partijen hebben gewonnen. 
Mocht de match eerder beslist zijn, moeten de laatste partijen wel worden uitgespeeld. 
Als op 6 januari de tussenstand 6–6 zou zijn geweest als gevolg van 6 remises, dan zou er een tiebreak van de eerste matchhelft worden gespeeld in Groningen. 
Boomstra won echter de zesde partij, waardoor de tiebreak niet werd gespeeld. 
Omdat geen van beide spelers na 12 partijen minstens 3 partijen had gewonnen, werd op 13 januari een barrage gespeeld bij RTV Drenthe in Assen. 
Hierbij zou er net zo lang worden gedamd met een hoger tempo tot er een beslissing was gevallen

## Eindstand reguliere partijen
| Rang | Land | Naam                 | 1 | 2 | 3 | 4 | 5 | 6 | 7 | 8 | 9 | 10 | 11 | 12 | punten |
| ---- | ---- | -------------------- | - | - | - | - | - | - | - | - | - | -- | -- | -- | ------ |
| 1    | NED  | Roel Boomstra        | 1 | 1 | 1 | 1 | 1 | 2 | 1 | 1 | 1 | 1  | 1  | 1  | 13     |
| 2    | RUS  | Aleksandr Schwarzman | 1 | 1 | 1 | 1 | 1 | 0 | 1 | 1 | 1 | 1  | 1  | 1  | 11     |

## Barrage
De barrage kende de volgende opzet. 
Allereerst worden er maximaal 3 rapidpartijen gespeeld met een speeltempo van 20 minuten per partij + 10 seconden per zet. 
Mocht er geen beslissing zijn gevallen, dan worden er maximaal 3 blitzpartijen gespeeld met een tempo van 10 minuten per partij + 5 seconden per zet. 
Mocht er nog steeds geen beslissing zijn gevallen, worden micromatches gespeeld, waarin het tempo 10 minuten per partij + 2 seconden per zet is. 

## Uitslag barrage
De volgende tabel geeft de uitslag van de barrage weer. R1, R2 en R3 staan voor de eerste, tweede en derde rapidpartij. 
B1, B2 en B3 staan voor de eerste, tweede en derde blitzpartij. 
M staat voor de (enige gespeelde) micromatch. 
| Rang | Land | Naam                 | R1 | R2 | R3 | B1 | B2 | B3 | M | uitslag |
| ---- | ---- | -------------------- | -- | -- | -- | -- | -- | -- | - | ------- |
| 1    | NED  | Roel Boomstra        | 1  | 1  | 1  | 2  | 1  | 1  | 2 | 4       |
| 2    | RUS  | Aleksandr Schwarzman | 1  | 1  | 1  | 0  | 1  | 1  | 0 | 0       |